# Pamela Palma Zapata

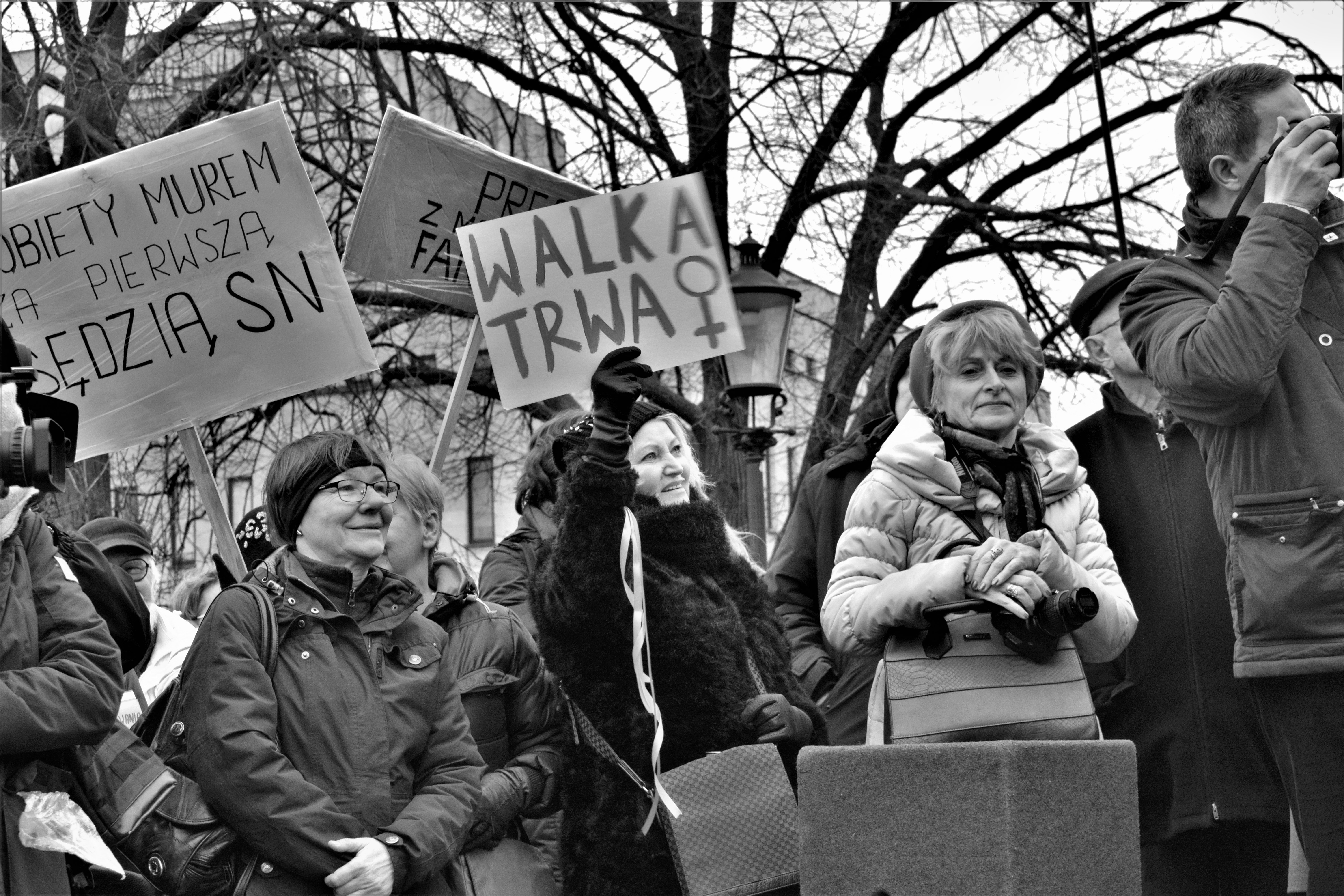
Międzynarodowy Strajk Kobiet 2017

Pamela Palma Zapata (pamelapalmaz, Pamela Gąsiorowski, ur. w 1972 r.) – fotografka, archiwistka i aktywistka feministyczna, autorka filmów dokumentalnych.

## Życiorys

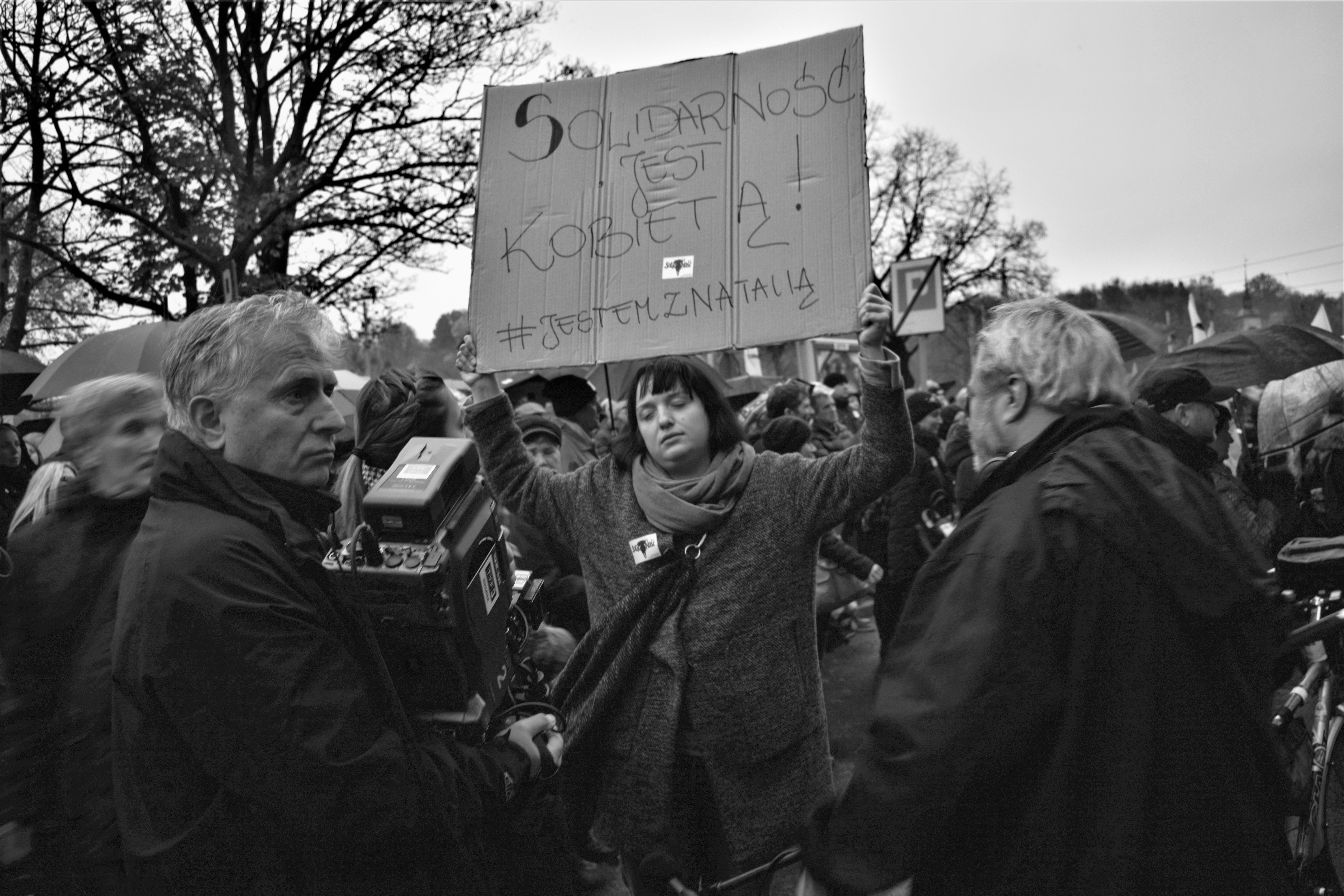
Ogólnopolski Strajk Kobiet – Gdańsk Solidarność NASZĄ bronią 2016

Urodziła się w Arice w Chile. Przez 10 lat była związana z telewizją w Santiago de Chile, tworząc seriale i filmy dokumentalne.
Przyjechała do Polski w 2011 r. W 2014 r. wyszła za mąż i zamieszkała w Gdańsku, angażując się w inicjatywy mające wspierać innych migrantów w Polsce.
Fotografie jej autorstwa były prezentowane na wystawach i ilustrowały m.in. Vogue, a także artykuły w prasie feministycznej dokumentujące wydarzenia społeczne, takie jak Czarny Protest czy konferencję Draw The Line / Wyznacz Granicę.

### Prawa kobiet
W latach 2014–2019 pracowała jako rzeczniczka prasowa w europejskiej sieci Migrant Women.
Od 2016 dokumentuje ruch feministyczny w Trójmieście, pracując nad filmem o aktywistkach.
Jako reprezentantka jednego z 28 krajów, była sygnatariuszką „Manifestu 343: My Body, My Rights”, który nawiązywał do pierwszego Manifestu z 1971 r., a opublikowany został 12.10.2018 w Le Nouvel Observateur.

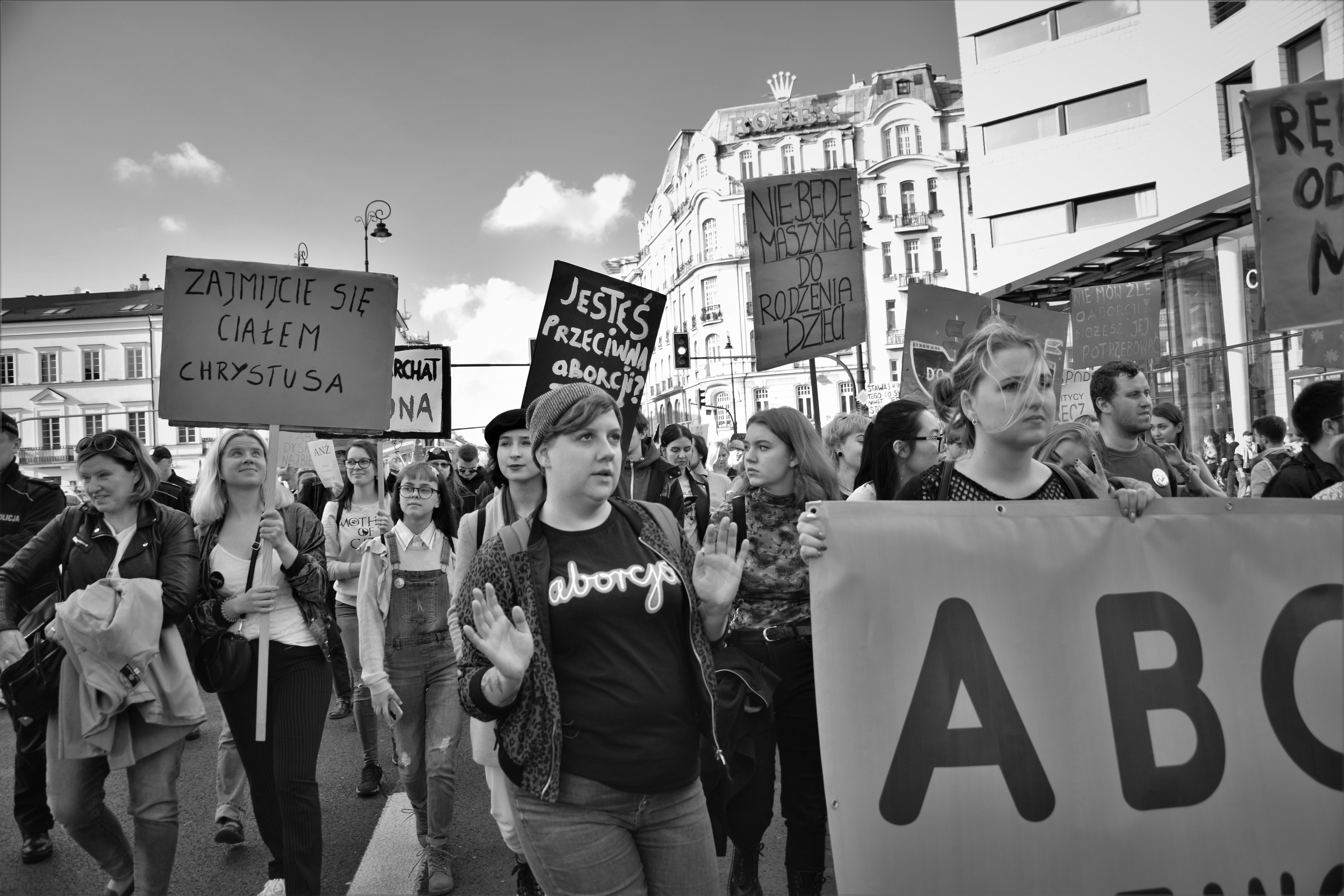
Marsz pro choice z okazji Dnia Bezpiecznej Aborcji 2019

## Wystawy
- "Piękno życia" – Uniwersytet Gdański, 2017[13]
- "Moja Polska" – Nadbałtyckie Centrum Kultury, 2018[6]

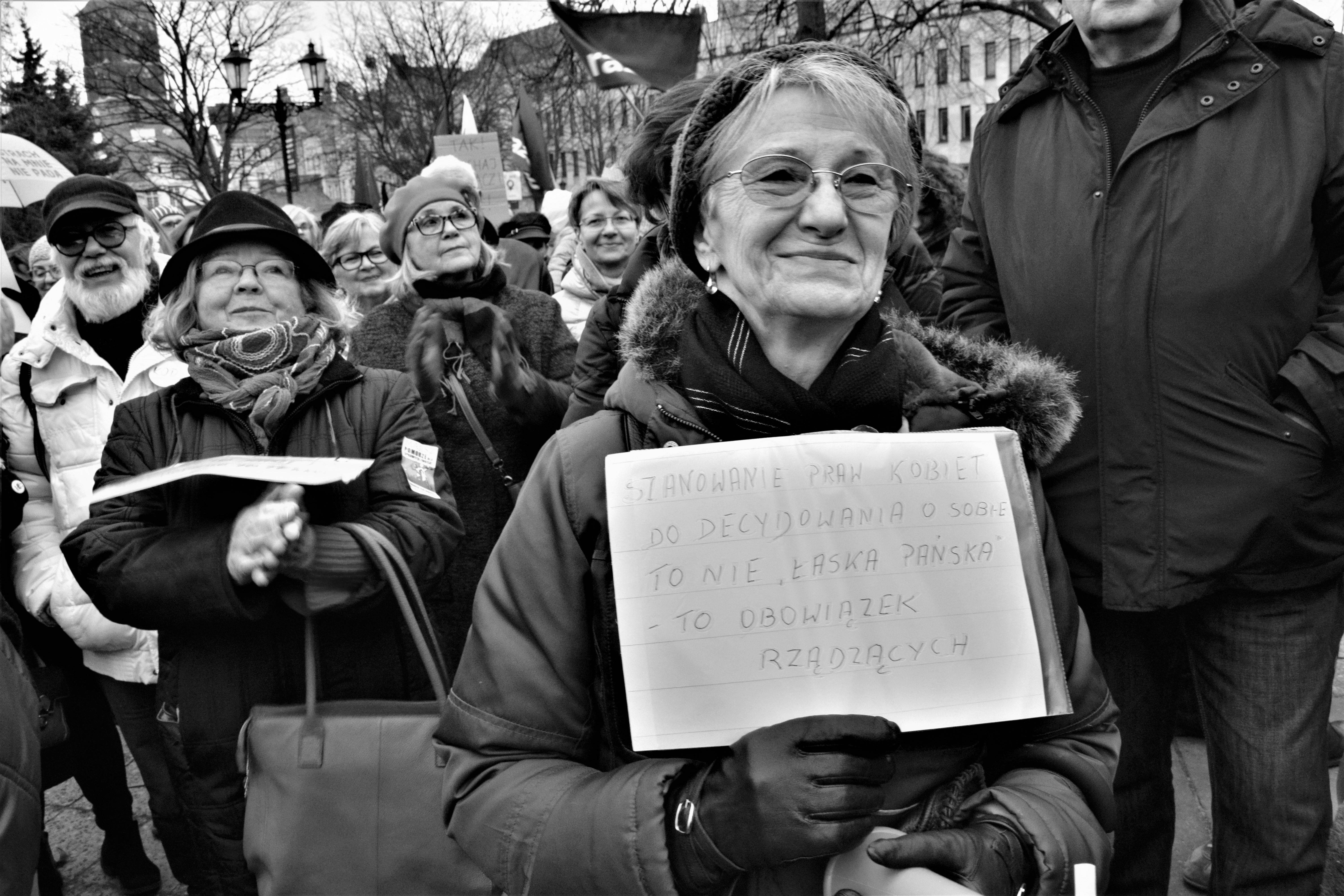
Międzynarodowy Strajk Kobiet, Gdańsk

- Międzynarodowy Strajk Kobiet, Gdańsk"Kobieta w kulturze" – Uniwersytet Gdański, 2019[5]

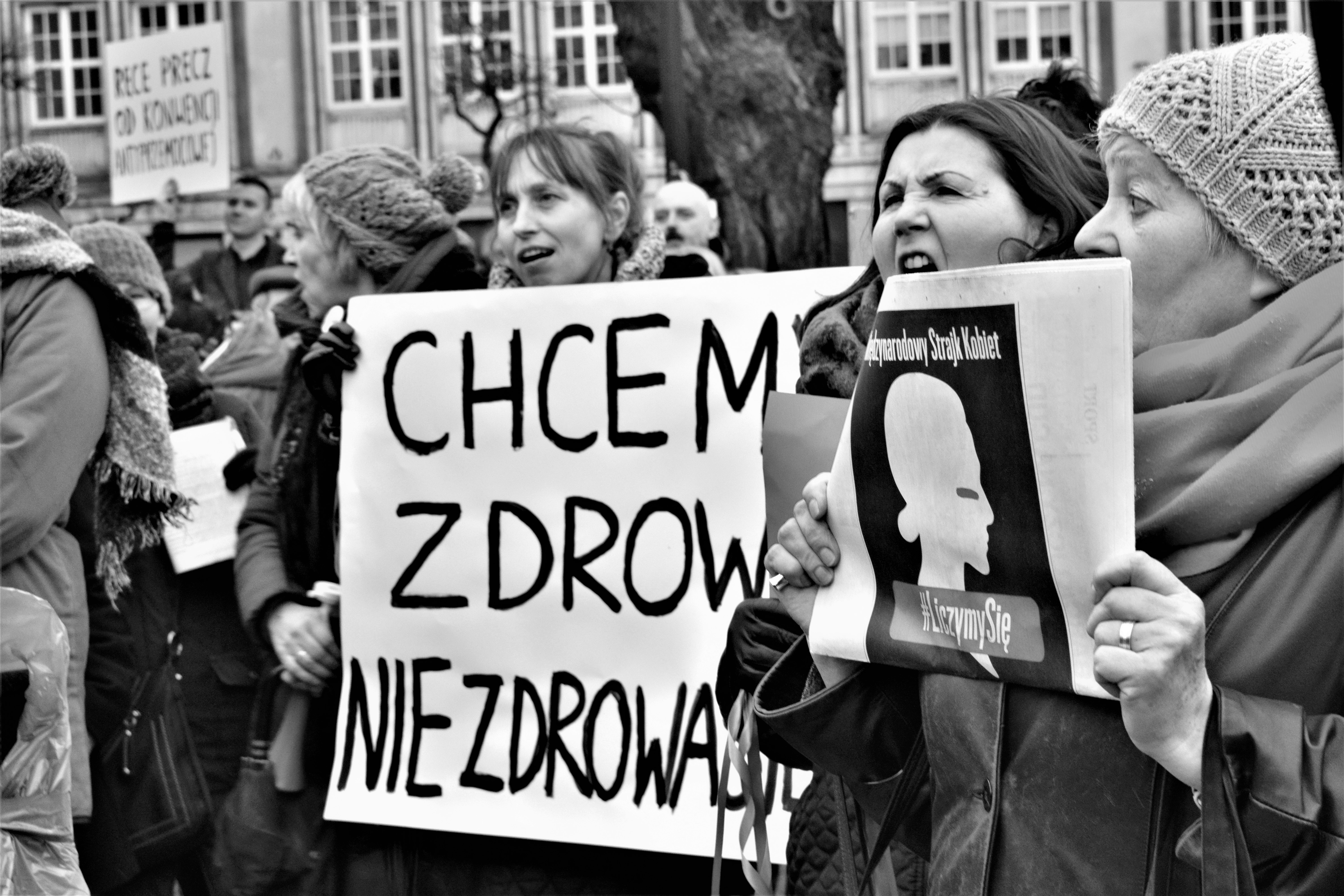
Międzynarodowy Strajk Kobiet

- Międzynarodowy Strajk Kobiet"Útero" – Mleczny Piotr – WL-4, Gdańsk, 2019 (wystawa i pokaz filmu)[14]